# Torneo del Interior 2006
El Torneo del Interior 2006 fue la segunda temporada de éste certamen para clubes indirectamente afiliados a la AFA.
De los clubes participantes, 195 se incorporaron como ganadores de sus respectivas ligas regionales, más a veces los que terminan en segunda o tercera posición son los que clasifican ha dicho torneo federal por la cantidad de participantes en la máxima categoría de la liga, por deserción del ganador o porque este último ya compite en una categoría superior. Mientras que Germinal fue el único de los descendidos del Argentino B que participó.
El torneo otorgó tres ascensos directos al Torneo Argentino B 2006/07, mientras que los perdedores de las finales disputaron la promoción. Sin embargo, finalizado el torneo, otros 4 clubes fueron invitados al Argentino B, por motivo de reestructuración.

## Sistema de disputa
Primera fase
Fase de grupos:
Los 196 equipos participantes se dividieron en cincuenta (50) zonas de tres (3) (4 zonas) y cuatro (4) (46 zonas) equipos cada una, dependiendo de su cercanía geográfica; donde se enfrentaron entre ellos a partidos de ida y vuelta. Clasificaron a la segunda fase los primeros y segundos de cada grupo de cuatro equipos y los primeros de los grupos de tres equipos.

Segunda fase
Fase eliminatoria:
Los 96 clasificados se dividieron en tres grupos de llaves eliminatorias, a fin de determinar tres campeones simultáneamente, y se enfrentaron en eliminatorias a doble partido.
Ascensos:
Los equipos que resultasen campeones ascendían al Torneo Argentino B 2006/07 mientras que los finalistas disputaban encuentros de promoción contra tres (3) equipos provenientes del Torneo Argentino B 2005/06 para poder ascender.
Debido a una reestructuración del Torneo Argentino B; se invitó a participar de la siguiente temporada a cuatro (4) equipos; mientras que también se programó un cuarto ascenso.

## Equipos participantes

### Distribución geográfica de los equipos
| Región                           | Equipos |
| -------------------------------- | ------- |
| Provincia de Buenos Aires        | 53      |
| Provincia de Catamarca           | 5       |
| Provincia del Chaco              | 13      |
| Provincia del Chubut             | 3       |
| Provincia de Córdoba             | 13      |
| Provincia de Corrientes          | 11      |
| Provincia de Entre Ríos          | 13      |
| Provincia de Formosa             | 7       |
| Provincia de Jujuy               | 6       |
| Provincia de La Pampa            | 5       |
| Provincia de La Rioja            | 4       |
| Provincia de Mendoza             | 6       |
| Provincia de Misiones            | 4       |
| Provincia del Neuquén            | 3       |
| Provincia de Río Negro           | 6       |
| Provincia de Salta               | 10      |
| Provincia de San Juan            | 1       |
| Provincia de San Luis            | 4       |
| Provincia de Santa Cruz          | 5       |
| Provincia de Santa Fe            | 14      |
| Provincia de Santiago del Estero | 7       |
| Provincia de Tierra del Fuego    | 0       |
| Provincia de Tucumán             | 3       |
| Total                            | 196     |

### Zonas
| Zona    | Club                                              | Ciudad                 | Provincia           | Liga de Origen                               |
| ------- | ------------------------------------------------- | ---------------------- | ------------------- | -------------------------------------------- |
| Zona 1  | S. y D. Lago Argentino                            | El Calafate            | Santa Cruz          | Liga de fútbol Sur                           |
| Zona 1  | Asociación Atlético Boxing Club                   | Río Gallegos           | Santa Cruz          | Liga de fútbol Sur                           |
| Zona 1  | Sportivo Santa Cruz                               | Puerto Santa Cruz      | Santa Cruz          | Liga de Fútbol Centro                        |
| Zona 1  | Estrella del Norte                                | Caleta Olivia          | Santa Cruz          | Liga de Fútbol Norte                         |
| Zona 2  | Estrella del Sur                                  | Caleta Olivia          | Santa Cruz          | Liga de Fútbol Norte                         |
| Zona 2  | General San Martín                                | Esquel                 | Chubut              | Liga de fútbol del Oeste                     |
| Zona 2  | Germinal D                                        | Rawson                 | Chubut              | Liga de fútbol Valle del Chubut              |
| Zona 2  | Comisión de Actividades Infantiles                | Trelew                 | Chubut              | Liga de fútbol Valle del Chubut              |
| Zona 3  | Estudiantes Unidos                                | Bariloche              | Río Negro           | Liga de fútbol de Bariloche                  |
| Zona 3  | Academia de fútbol Pillmantun                     | Cipolletti             | Río Negro           | Liga Deportiva Confluencia                   |
| Zona 3  | Los Menucos                                       | Los Menucos            | Río Negro           | Liga Rionegrina de fútbol                    |
| Zona 3  | Atlético Villa Iris                               | Neuquén                | Neuquén             | Liga de Fútbol del Neuquén                   |
| Zona 4  | Maronese                                          | Neuquén                | Neuquén             | Liga de Fútbol del Neuquén                   |
| Zona 4  | S. D. Los Canales                                 | Plottier               | Neuquén             | Liga de Fútbol del Neuquén                   |
| Zona 4  | Unión Alem Progresista                            | Allen                  | Río Negro           | Liga Deportiva Confluencia                   |
| Zona 4  | Independiente                                     | Río Colorado           | Río Negro           | Liga de fútbol de Río Colorado               |
| Zona 5  | Club Sol de Mayo                                  | Viedma                 | Río Negro           | Liga Rionegrina de fútbol                    |
| Zona 5  | Deportivo Patagones                               | Carmen de Patagones    | Buenos Aires        | Liga Rionegrina de fútbol                    |
| Zona 5  | Club Bella Vista                                  | Bahía Blanca           | Buenos Aires        | Liga del Sur                                 |
| Zona 5  | Liniers                                           | Bahía Blanca           | Buenos Aires        | Liga del Sur                                 |
| Zona 6  | U.S. y D. Bowen                                   | Bowen                  | Mendoza             | Liga Alvearense de Fútbol                    |
| Zona 6  | Deportivo Argentino                               | San Rafael             | Mendoza             | Liga Sanrafaelina de Fútbol                  |
| Zona 6  | Dep. Guaymallén                                   | Guaymallén             | Mendoza             | Liga Mendocina de fútbol                     |
| Zona 6  | Atlético Argentino                                | San José               | Mendoza             | Liga Mendocina de fútbol                     |
| Zona 7  | Huracán Las Heras                                 | Las Heras              | Mendoza             | Liga Mendocina de fútbol                     |
| Zona 7  | Gutiérrez Sport Club                              | General Gutiérrez      | Mendoza             | Liga Mendocina de fútbol                     |
| Zona 7  | Del Bono                                          | Rivadavia              | San Juan            | Liga Sanjuanina de fútbol                    |
| Zona 7  | Defensores del Oeste                              | San Luis               | San Luis            | Liga Sanluiseña de fútbol                    |
| Zona 8  | S. y D. Arizona                                   | Arizona                | San Luis            | Liga Sanluiseña de fútbol                    |
| Zona 8  | C.S.A. Ferrocarril Oeste                          | Intendente Alvear      | La Pampa            | Liga Pampeana de fútbol                      |
| Zona 8  | Dep. Mac Allister                                 | Santa Rosa             | La Pampa            | Liga Cultural de fútbol                      |
| Zona 9  | Atlético All Boys                                 | Santa Rosa             | La Pampa            | Liga Cultural de fútbol                      |
| Zona 9  | Costa Brava                                       | General Pico           | La Pampa            | Liga Pampeana de fútbol                      |
| Zona 9  | Ferrocarril Oeste                                 | General Pico           | La Pampa            | Liga Pampeana de fútbol                      |
| Zona 10 | Américo Tesorieri                                 | La Rioja               | La Rioja            | Liga Riojana de Fútbol                       |
| Zona 10 | Andino                                            | La Rioja               | La Rioja            | Liga Riojana de Fútbol                       |
| Zona 10 | Defensores de La Plata                            | Chilecito              | La Rioja            | Liga Chileciteña de Fútbol                   |
| Zona 10 | Atlético Anguinán                                 | Anguinán               | La Rioja            | Liga Chileciteña de Fútbol                   |
| Zona 11 | Veteranos Unidos                                  | Los Juríes             | Santiago del Estero | Liga Añatuyense de fútbol                    |
| Zona 11 | Talleres General Belgrano                         | Añatuya                | Santiago del Estero | Liga Añatuyense de fútbol                    |
| Zona 11 | Sarmiento                                         | La Banda               | Santiago del Estero | Liga Santiagueña de Fútbol                   |
| Zona 11 | Unión Santiago                                    | Santiago del Estero    | Santiago del Estero | Liga Santiagueña de Fútbol                   |
| Zona 12 | Central Argentino                                 | La Banda               | Santiago del Estero | Liga Santiagueña de Fútbol                   |
| Zona 12 | Talleres                                          | Frías                  | Santiago del Estero | Liga Cultural de fútbol de Frías             |
| Zona 12 | Instituto Tráfico                                 | Frías                  | Santiago del Estero | Liga Cultural de fútbol de Frías             |
| Zona 12 | Independiente                                     | San Antonio de La Paz  | Catamarca           | Liga Chacarera de fútbol                     |
| Zona 13 | Juventud Unida                                    | Santa Rosa             | Catamarca           | Liga Catamarqueña de fútbol                  |
| Zona 13 | Villa Cubas                                       | Catamarca              | Catamarca           | Liga Catamarqueña de fútbol                  |
| Zona 13 | San Lorenzo de Huachaschi                         | Andalgalá              | Catamarca           | Liga Andalgalense de fútbol                  |
| Zona 13 | Tiro Federal                                      | Belén                  | Catamarca           | Liga Belenista de fútbol                     |
| Zona 14 | Atlético El Carmen                                | Perico                 | Jujuy               | Liga Departamental de El Carmen              |
| Zona 14 | Sportivo Rivadavia                                | Perico                 | Jujuy               | Liga Departamental de El Carmen              |
| Zona 14 | Sportivo Alberdi                                  | Gral. San Martín       | Jujuy               | Liga Regional Jujeña                         |
| Zona 14 | Atlético Providencia                              | San Pedro de Jujuy     | Jujuy               | Liga Regional Jujeña                         |
| Zona 15 | Sportivo Los Perales                              | San Salvador de Jujuy  | Jujuy               | Liga Jujeña de Fútbol                        |
| Zona 15 | General Lavalle                                   | San Salvador de Jujuy  | Jujuy               | Liga Jujeña de Fútbol                        |
| Zona 15 | Atlético Mitre                                    | Orán                   | Salta               | Liga Regional del Bermejo                    |
| Zona 15 | Defensor Villa Saavedra                           | Tartagal               | Salta               | Liga Departamental Gral. San Martín          |
| Zona 16 | Atlético Sanidad                                  | Salta                  | Salta               | Liga Salteña de Fútbol                       |
| Zona 16 | Los Cachorros                                     | Salta                  | Salta               | Liga Salteña de Fútbol                       |
| Zona 16 | Social Baroquímica                                | Campo Quijano          | Salta               | Liga de fútbol Valle de Lerma                |
| Zona 16 | Atlético Cerrillos                                | Cerrillos              | Salta               | Liga de fútbol Valle de Lerma                |
| Zona 17 | Deportivo YPF                                     | Joaquín V. González    | Salta               | Liga Anteña de Fútbol                        |
| Zona 17 | Sportivo Estrella                                 | Taco Pozo              | Chaco               | Liga Anteña de Fútbol                        |
| Zona 17 | Sportivo Guzmán                                   | San Miguel de Tucumán  | Tucumán             | Liga Tucumana de fútbol                      |
| Zona 17 | San Fernando                                      | Ingenio Leales         | Tucumán             | Liga Tucumana de fútbol                      |
| Zona 18 | Unión del Norte                                   | Burruyacú              | Tucumán             | Liga Tucumana de fútbol                      |
| Zona 18 | Deportivo Florida                                 | Cafayate               | Salta               | Liga Calchaquí de Fútbol                     |
| Zona 18 | Sp. San José                                      | Metán                  | Salta               | Liga Metanense de fútbol                     |
| Zona 18 | General Güemes                                    | Rosario de la Frontera | Salta               | Liga de Fútbol de Rosario de la Frontera     |
| Zona 19 | C.U.N.E                                           | Resistencia            | Chaco               | Liga Chaqueña de fútbol                      |
| Zona 19 | Atlético Regional                                 | Resistencia            | Chaco               | Liga Chaqueña de fútbol                      |
| Zona 19 | Huracán                                           | Corrientes             | Corrientes          | Liga Correntina de fútbol                    |
| Zona 19 | Lipton F.C.                                       | Corrientes             | Corrientes          | Liga Correntina de fútbol                    |
| Zona 20 | S. y D. Cambá Cuá                                 | Corrientes             | Corrientes          | Liga Correntina de fútbol                    |
| Zona 20 | Resistencia Central                               | Resistencia            | Chaco               | Liga Chaqueña de fútbol                      |
| Zona 20 | Atlético Municipales                              | Resistencia            | Chaco               | Liga Chaqueña de fútbol                      |
| Zona 20 | Ocampo Fábrica                                    | Villa Ocampo           | Santa Fe            | Liga Ocampense de fútbol                     |
| Zona 21 | Deportivo Puente Seco                             | Paso de los Libres     | Corrientes          | Liga Libreña de Fútbol                       |
| Zona 21 | Atlético Guaraní                                  | Paso de los Libres     | Corrientes          | Liga Libreña de Fútbol                       |
| Zona 21 | Huracán                                           | Posadas                | Misiones            | Liga Posadeña de fútbol                      |
| Zona 21 | Atlético Misiones                                 | Posadas                | Misiones            | Liga Posadeña de fútbol                      |
| Zona 22 | Deportivo Vicov                                   | Eldorado               | Misiones            | Liga de Fútbol de Eldorado                   |
| Zona 22 | Atlético Campo Grande                             | Campo Grande           | Misiones            | Liga Regional Obereña de fútbol              |
| Zona 22 | Crisol de San Martín                              | Gobernador Virasoro    | Corrientes          | Liga Santotomeña de fútbol                   |
| Zona 22 | Barcelona                                         | Santo Tomé             | Corrientes          | Liga Santotomeña de fútbol                   |
| Zona 23 | Juventud                                          | Clorinda               | Formosa             | Liga Clorindense de Fútbol                   |
| Zona 23 | S.D. San Miguel                                   | Pirané                 | Formosa             | Liga Piranense de Fútbol                     |
| Zona 23 | Sol de América                                    | Formosa                | Formosa             | Liga Formoseña de Fútbol                     |
| Zona 23 | Defensores de Formosa                             | Formosa                | Formosa             | Liga Formoseña de Fútbol                     |
| Zona 24 | Chacra 8                                          | Formosa                | Formosa             | Liga Formoseña de Fútbol                     |
| Zona 24 | General San Martín                                | Formosa                | Formosa             | Liga Formoseña de Fútbol                     |
| Zona 24 | Deportivo Tablitas                                | Pirané                 | Formosa             | Liga Piranense de Fútbol                     |
| Zona 24 | Deportivo Las Garcitas                            | Las Garcitas           | Chaco               | Liga Regional de Fútbol (Machagai)           |
| Zona 25 | Deportivo Victoria                                | Curuzú Cuatiá          | Corrientes          | Liga de fútbol General Belgrano              |
| Zona 25 | Deportivo Rivera                                  | Paso de los Libres     | Corrientes          | Liga Libreña de Fútbol                       |
| Zona 25 | S.D. Villa Rivadavia                              | Mercedes               | Corrientes          | Liga Mercedeña de fútbol                     |
| Zona 25 | Sportivo Santa Lucía                              | Santa Lucía            | Corrientes          | Liga Goyana de fútbol                        |
| Zona 26 | Deportivo San Jorge                               | Hermoso Campo          | Chaco               | Liga de Fútbol del Noroeste Chaqueño         |
| Zona 26 | Atlético Charata                                  | Charata                | Chaco               | Liga de Fútbol del Noroeste Chaqueño         |
| Zona 26 | Atlético Remedios de Escalada                     | Villa Ángela           | Chaco               | Asociación de fútbol del Oeste Chaqueño      |
| Zona 26 | Atlético Sportivo                                 | Roque Sáenz Peña       | Chaco               | Liga Saenzpeñense de fútbol                  |
| Zona 27 | General Belgrano                                  | Roque Sáenz Peña       | Chaco               | Liga Saenzpeñense de fútbol                  |
| Zona 27 | Sportivo Pampa                                    | Pampa del Infierno     | Chaco               | Liga Saenzpeñense de fútbol                  |
| Zona 27 | El Fortín                                         | Machagai               | Chaco               | Liga Regional de fútbol                      |
| Zona 28 | Atlético Libertad                                 | Concordia              | Entre Ríos          | Liga Concordiense de fútbol                  |
| Zona 28 | Atlético Colegiales                               | Concordia              | Entre Ríos          | Liga Concordiense de fútbol                  |
| Zona 28 | Defensores de Colón                               | Colón                  | Entre Ríos          | Liga Departamental de fútbol de Colón        |
| Zona 28 | Almagro                                           | Concepción del Uruguay | Entre Ríos          | Liga de fútbol de Concepción del Uruguay     |
| Zona 29 | Sportivo Comercio                                 | La Paz                 | Entre Ríos          | Liga Paceña de fútbol                        |
| Zona 29 | Defensores del Sur                                | Federal                | Entre Ríos          | Liga Federalense de fútbol                   |
| Zona 29 | Deportivo Unión                                   | San José de Feliciano  | Entre Ríos          | Liga Felicianense de fútbol                  |
| Zona 29 | Los Conquistadores                                | Los Conquistadores     | Entre Ríos          | Liga de fútbol de Chajarí                    |
| Zona 30 | Unión de Crespo                                   | Crespo                 | Entre Ríos          | Liga Paranaense de fútbol                    |
| Zona 30 | Talleres MP                                       | Paraná                 | Entre Ríos          | Liga Paranaense de fútbol                    |
| Zona 30 | Juventud Sarmiento                                | Hasenkamp              | Entre Ríos          | Liga de fútbol de Paraná Campaña             |
| Zona 30 | Atlético Litoral                                  | María Grande           | Entre Ríos          | Liga de fútbol de Paraná Campaña             |
| Zona 31 | Atlético Sanford                                  | Sanford                | Santa Fe            | Liga Casildense de Fútbol                    |
| Zona 31 | AC Las Parejas                                    | Las Parejas            | Santa Fe            | Liga Cañadense de fútbol                     |
| Zona 31 | Independiente F.C.                                | Villa Constitución     | Santa Fe            | Liga de fútbol Regional del Sud              |
| Zona 31 | Atlético Piamonte                                 | Piamonte               | Santa Fe            | Liga Departamental de fútbol San Martín      |
| Zona 32 | Atlético Americano                                | Carlos Pellegrini      | Santa Fe            | Liga Departamental de fútbol San Martín      |
| Zona 32 | Atlético Libertad                                 | San Jerónimo Norte     | Santa Fe            | Liga Esperancina de fútbol                   |
| Zona 32 | Ferrocarril del Estado                            | Rafaela                | Santa Fe            | Liga Rafaelina de fútbol                     |
| Zona 32 | Argentino                                         | San Carlos Centro      | Santa Fe            | Liga Santafesina de Fútbol                   |
| Zona 33 | La Perla del Oeste                                | Recreo                 | Santa Fe            | Liga Santafesina de Fútbol                   |
| Zona 33 | Gimnasia y Esgrima                                | Santa Fe               | Santa Fe            | Liga Santafesina de Fútbol                   |
| Zona 33 | Peñarol                                           | Rafaela                | Santa Fe            | Liga Rafaelina de fútbol                     |
| Zona 33 | Argentino de Quilmes                              | Rafaela                | Santa Fe            | Liga Rafaelina de fútbol                     |
| Zona 34 | Jorge Newbery                                     | Villa Mercedes         | San Luis            | Liga de fútbol de Mercedes                   |
| Zona 34 | Atlético Villa del Parque                         | Villa Mercedes         | San Luis            | Liga de fútbol de Mercedes                   |
| Zona 34 | Atenas                                            | Río Cuarto             | Córdoba             | Liga Regional de fútbol de Río Cuarto        |
| Zona 34 | Atlético Adelia María                             | Río Cuarto             | Córdoba             | Liga Regional de fútbol de Río Cuarto        |
| Zona 35 | Club Matienzo Mutual Social y Deportivo           | Monte Buey             | Córdoba             | Liga Bellvillense de fútbol                  |
| Zona 35 | Atlético Sportivo Corralense                      | Corral de Bustos       | Córdoba             | Liga Regional de fútbol del Sur              |
| Zona 35 | Atlético San Martín                               | Laboulaye              | Córdoba             | Liga Regional de fútbol de Laboulaye         |
| Zona 35 | Sportivo Rivadavia                                | Venado Tuerto          | Santa Fe            | Liga Venadense de fútbol                     |
| Zona 36 | Atlético Argentino Peñarol                        | Córdoba                | Córdoba             | Liga Cordobesa de fútbol                     |
| Zona 36 | Atlético Escuela Presidente Roca                  | Córdoba                | Córdoba             | Liga Cordobesa de fútbol                     |
| Zona 36 | Tiro Federal Morteros                             | Morteros               | Córdoba             | Liga Regional de fútbol de San Francisco     |
| Zona 36 | Atlético y Biblioteca Bell                        | Bell Ville             | Córdoba             | Liga Bellvillense de fútbol                  |
| Zona 37 | Complejo Deportivo Teniente Origone               | Justiniano Posse       | Córdoba             | Liga Bellvillense de fútbol                  |
| Zona 37 | Sportivo 9 de Julio                               | Río Tercero            | Córdoba             | Liga Regional Riotercerense de Fútbol        |
| Zona 37 | Independiente Dolores                             | General Cabrera        | Córdoba             | Liga Regional de fútbol de Río Cuarto        |
| Zona 37 | Las Palmas                                        | Córdoba                | Córdoba             | Liga Cordobesa de fútbol                     |
| Zona 38 | Barrio Alegre                                     | Trenque Lauquen        | Buenos Aires        | Liga Trenquelauquense de fútbol              |
| Zona 38 | Defensores del Este                               | Pehuajó                | Buenos Aires        | Liga Pehuajense de fútbol                    |
| Zona 38 | Atlético Rivadavia                                | América                | Buenos Aires        | Liga de fútbol del Oeste                     |
| Zona 39 | Atlético Independiente                            | Chivilcoy              | Buenos Aires        | Liga Chivilcoyana de fútbol                  |
| Zona 39 | Social, Atlético y Cultural Florencio Varela      | Chivilcoy              | Buenos Aires        | Liga Chivilcoyana de fútbol                  |
| Zona 39 | Club Mercedes                                     | Mercedes               | Buenos Aires        | Liga Mercedina de fútbol                     |
| Zona 39 | Atlético Luján                                    | Luján                  | Buenos Aires        | Liga Lujanense de fútbol                     |
| Zona 40 | Sport Salto                                       | Salto                  | Buenos Aires        | Liga de fútbol de Salto                      |
| Zona 40 | Defensores de Salto                               | Salto                  | Buenos Aires        | Liga de fútbol de Salto                      |
| Zona 40 | Obras Sanitarias                                  | Arrecifes              | Buenos Aires        | Liga de fútbol de Arrecifes                  |
| Zona 40 | Villa Belgrano                                    | Junín                  | Buenos Aires        | Liga Deportiva del Oeste                     |
| Zona 41 | Jorge Newbery                                     | Junin                  | Buenos Aires        | Liga Deportiva del Oeste                     |
| Zona 41 | Jorge Newbery                                     | Rojas                  | Buenos Aires        | Liga Deportiva de fútbol                     |
| Zona 41 | Sportivo Bragado                                  | Bragado                | Buenos Aires        | Liga Bragadense de fútbol                    |
| Zona 41 | Atlético Argentino                                | Lincoln                | Buenos Aires        | Liga Amateur de Deportes                     |
| Zona 42 | Atlético Baradero                                 | Baradero               | Buenos Aires        | Liga de fútbol de Baradero                   |
| Zona 42 | Atlético Belgrano                                 | Zárate                 | Buenos Aires        | Liga Zarateña de fútbol                      |
| Zona 42 | Atlético Abrojal                                  | Pilar\|                | Buenos Aires        | Liga Escobarense de Fútbol                   |
| Zona 42 | Unión del Suburbio                                | Gualeguaychú           | Entre Ríos          | Liga Departamental de fútbol de Gualeguaychú |
| Zona 43 | Social Ramallo                                    | Ramallo                | Buenos Aires        | Liga Nicoleña de fútbol                      |
| Zona 43 | Deportivo Nikkei                                  | San Pedro              | Buenos Aires        | Liga Deportiva Sampedrina                    |
| Zona 43 | Deportivo San Carlos                              | Capitán Sarmiento      | Buenos Aires        | Liga Deportiva de San Antonio de Areco       |
| Zona 43 | General Rojo Unión Deportiva                      | General Rojo           | Buenos Aires        | Liga Nicoleña de fútbol                      |
| Zona 44 | Centro Juvenil                                    | La Barrancosa          | Buenos Aires        | Liga Deportiva de Saladillo                  |
| Zona 44 | Unión Apeadero                                    | Saladillo              | Buenos Aires        | Liga Deportiva de Saladillo                  |
| Zona 44 | Atlético Defensores de Plaza España               | Veinticinco de mayo    | Buenos Aires        | Liga Veinticinqueña de fútbol                |
| Zona 44 | Atlético Argentinos                               | Veinticinco de mayo    | Buenos Aires        | Liga Veinticinqueña de fútbol                |
| Zona 45 | Deportivo Coreano                                 | Lobos                  | Buenos Aires        | Liga Lobense de fútbol                       |
| Zona 45 | Atlético Las Heras                                | General Las Heras      | Buenos Aires        | Liga Lobense de fútbol                       |
| Zona 45 | Asociación Deportiva Infantil Platense (A.D.I.P.) | La Plata               | Buenos Aires        | Liga Amateur Platense de fútbol              |
| Zona 45 | Centro Fomento Los Hornos                         | Los Hornos             | Buenos Aires        | Liga Amateur Platense de fútbol              |
| Zona 46 | Atlético Chascomús                                | Chascomús              | Buenos Aires        | Liga Chascomunense de fútbol                 |
| Zona 46 | Asociación Deportiva El Salado                    | General Belgrano       | Buenos Aires        | Liga Chascomunense de fútbol                 |
| Zona 46 | Social y Deportivo Mar de Ajó                     | Mar de Ajó             | Buenos Aires        | Liga Dolorense de fútbol                     |
| Zona 46 | Atlético Villa Gesell                             | Villa Gesell           | Buenos Aires        | Liga Madariaguense de fútbol                 |
| Zona 47 | Atlético Amigos Unidos                            | Balcarce               | Buenos Aires        | Liga Balcarceña de fútbol                    |
| Zona 47 | Racing Club                                       | Balcarce               | Buenos Aires        | Liga Balcarceña de fútbol                    |
| Zona 47 | Cadetes de San Martín                             | Mar del Plata          | Buenos Aires        | Liga Marplatense de fútbol                   |
| Zona 47 | Los Santos del Oeste                              | Miramar                | Buenos Aires        | Liga de fútbol de General Alvarado           |
| Zona 48 | Deportivo Independencia                           | Gonzales Chaves        | Buenos Aires        | Liga Regional Tresarroyense de fútbol        |
| Zona 48 | Independiente                                     | Tandil                 | Buenos Aires        | Liga Tandilense de fútbol                    |
| Zona 48 | Atlético y Biblioteca Ferrocarril Sud             | Tandil                 | Buenos Aires        | Liga Tandilense de fútbol                    |
| Zona 48 | Social y Deportivo Villa del Parque               | Necochea               | Buenos Aires        | Liga Necochense de fútbol                    |
| Zona 49 | Chacarita Juniors Foot Ball Club                  | Azul                   | Buenos Aires        | Liga de fútbol de Azul                       |
| Zona 49 | Azul Athletic Club                                | Azul                   | Buenos Aires        | Liga de fútbol de Azul                       |
| Zona 49 | Juventud Agraria                                  | Rauch                  | Buenos Aires        | Liga Rauchense de fútbol                     |
| Zona 49 | Atlético Sarmiento                                | Ayacucho               | Buenos Aires        | Liga Ayacuchense de fútbol                   |
| Zona 50 | Atlético Ferroviario                              | Coronel Dorrego        | Buenos Aires        | Liga de fútbol de Coronel Dorrego            |
| Zona 50 | Jorge Newbery                                     | Laprida                | Buenos Aires        | Liga Lapridense de fútbol                    |
| Zona 50 | Atlético Leandro N. Alem                          | Coronel Pringles       | Buenos Aires        | Liga Pringles de fútbol                      |
| Zona 50 | Fortín Club                                       | Pedro Luro             | Buenos Aires        | Liga de fútbol de Villarino                  |

D: Equipo descendido del anterior Torneo Argentino B.

## Primera fase

### Zonas 1 a 10
Zona 1
| Equipo                                  | Pts | PJ | PG | PE | PP | GF | GC | Dif |
| --------------------------------------- | --- | -- | -- | -- | -- | -- | -- | --- |
| Sportivo Santa Cruz (Puerto Santa Cruz) | 10  | 6  | 2  | 4  | 0  | 9  | 6  | 3   |
| Boxing Club (Río Gallegos)              | 8   | 6  | 2  | 2  | 2  | 9  | 10 | -1  |
| Lago Argentino (El Calafate)            | 7   | 6  | 2  | 1  | 3  | 11 | 10 | 1   |
| Estrella del Norte (Caleta Olivia)      | 7   | 6  | 2  | 1  | 3  | 10 | 13 | -3  |

Zona 2
| Equipo                           | Pts | PJ | PG | PE | PP | GF | GC | Dif |
| -------------------------------- | --- | -- | -- | -- | -- | -- | -- | --- |
| Estrella del Sur (Caleta Olivia) | 13  | 6  | 4  | 1  | 1  | 17 | 10 | 7   |
| Germinal (Rawson)                | 11  | 6  | 3  | 2  | 1  | 11 | 7  | 4   |
| General San Martín (Esquel)      | 5   | 6  | 1  | 2  | 3  | 11 | 14 | -3  |
| C.A.I. (Trelew)                  | 4   | 6  | 1  | 1  | 4  | 9  | 17 | -8  |

Zona 3
| Equipo                         | Pts | PJ | PG | PE | PP | GF | GC | Dif |
| ------------------------------ | --- | -- | -- | -- | -- | -- | -- | --- |
| Atlético Villa Iris (Neuquén)  | 16  | 6  | 5  | 1  | 0  | 12 | 4  | 8   |
| Los Menucos (Los Menucos)      | 11  | 6  | 3  | 2  | 1  | 12 | 6  | 6   |
| Estudiantes Unidos (Bariloche) | 4   | 6  | 1  | 1  | 4  | 8  | 11 | -3  |
| Academia Pillmatum (Cipoletti) | 3   | 6  | 1  | 0  | 5  | 11 | 22 | -11 |

Zona 4
| Equipo                         | Pts | PJ | PG | PE | PP | GF | GC | Dif |
| ------------------------------ | --- | -- | -- | -- | -- | -- | -- | --- |
| Maronese (Neuquén)             | 14  | 6  | 4  | 2  | 0  | 15 | 5  | 10  |
| Independiente (Rio Colorado)   | 9   | 6  | 2  | 3  | 1  | 9  | 9  | 0   |
| Unión Alem Progresista (Allen) | 5   | 6  | 1  | 2  | 3  | 10 | 14 | -4  |
| S.D. Los Canales (Plottier)    | 3   | 6  | 0  | 3  | 3  | 4  | 10 | -6  |

Zona 5
| Equipo                                    | Pts | PJ | PG | PE | PP | GF | GC | Dif |
| ----------------------------------------- | --- | -- | -- | -- | -- | -- | -- | --- |
| Bella Vista (Bahía Blanca)                | 11  | 6  | 3  | 2  | 1  | 9  | 4  | 5   |
| Liniers (Bahía Blanca)                    | 11  | 6  | 3  | 2  | 1  | 13 | 9  | 4   |
| Deportivo Patagones (Carmen de Patagones) | 8   | 6  | 2  | 2  | 2  | 8  | 9  | -1  |
| Sol de Mayo (Viedma)                      | 2   | 6  | 0  | 2  | 4  | 6  | 14 | -8  |

Zona 6
| Equipo                           | Pts | PJ | PG | PE | PP | GF | GC | Dif |
| -------------------------------- | --- | -- | -- | -- | -- | -- | -- | --- |
| Deportivo Guaymallen             | 12  | 6  | 3  | 3  | 0  | 6  | 1  | 5   |
| Atlético Argentino (Mendoza)     | 9   | 6  | 2  | 3  | 1  | 8  | 3  | 5   |
| Deportivo Bowen (Bowen)          | 7   | 6  | 2  | 1  | 3  | 6  | 12 | -6  |
| Deportivo Argentino (San Rafael) | 3   | 6  | 0  | 3  | 3  | 5  | 9  | -4  |

Zona 7
| Equipo                          | Pts | PJ | PG | PE | PP | GF | GC | Dif |
| ------------------------------- | --- | -- | -- | -- | -- | -- | -- | --- |
| Atlético Huracán Las Heras      | 11  | 6  | 3  | 2  | 1  | 9  | 7  | 2   |
| Gutiérrez Sport Club            | 10  | 6  | 3  | 1  | 2  | 8  | 7  | 1   |
| Sp. Del Bono                    | 8   | 6  | 2  | 2  | 2  | 6  | 5  | 1   |
| Defensores del Oeste (San Luis) | 4   | 6  | 1  | 1  | 4  | 4  | 8  | -4  |

Zona 8
| Equipo                                | Pts | PJ | PG | PE | PP | GF | GC | Dif |
| ------------------------------------- | --- | -- | -- | -- | -- | -- | -- | --- |
| Ferrocarril Oeste (Intendente Alvear) | 10  | 4  | 3  | 1  | 0  | 9  | 1  | 8   |
| Deportivo Mac Allister (Santa Rosa)   | 6   | 4  | 2  | 0  | 2  | 5  | 6  | -1  |
| Deportivo Arizona                     | 1   | 4  | 0  | 1  | 3  | 3  | 10 | -7  |

Zona 9
| Equipo                           | Pts | PJ | PG | PE | PP | GF | GC | Dif |
| -------------------------------- | --- | -- | -- | -- | -- | -- | -- | --- |
| All Boys (Santa Rosa)            | 8   | 4  | 2  | 2  | 0  | 8  | 4  | 4   |
| Costa Brava (General Pico)       | 8   | 4  | 2  | 2  | 0  | 8  | 5  | 3   |
| Ferrocarril Oeste (General Pico) | 0   | 4  | 0  | 0  | 4  | 3  | 10 | -7  |

Zona 10
| Equipo                             | Pts | PJ | PG | PE | PP | GF | GC | Dif |
| ---------------------------------- | --- | -- | -- | -- | -- | -- | -- | --- |
| Américo Tesorieri (La Rioja)       | 14  | 6  | 4  | 2  | 0  | 11 | 4  | 7   |
| Andino SC (La Rioja)               | 11  | 6  | 3  | 2  | 1  | 9  | 6  | 3   |
| Defensores de la Plata (Chilecito) | 9   | 6  | 3  | 0  | 3  | 7  | 9  | -2  |
| Atlético Anguinan (Anguinan)       | 0   | 6  | 0  | 0  | 6  | 4  | 12 | -8  |

### Zonas 11 a 20
Zona 11
| Equipo                               | Pts | PJ | PG | PE | PP | GF | GC | Dif |
| ------------------------------------ | --- | -- | -- | -- | -- | -- | -- | --- |
| Sarmiento (La Banda)                 | 14  | 6  | 4  | 2  | 0  | 13 | 5  | 8   |
| Unión Santiago (Santiago del Estero) | 10  | 6  | 3  | 1  | 2  | 10 | 7  | 3   |
| Talleres General Belgrano (Añatuya)  | 7   | 6  | 2  | 1  | 3  | 10 | 8  | 2   |
| Veteranos Unidos (Añatuya)           | 3   | 6  | 1  | 0  | 5  | 5  | 18 | -13 |

Zona 12
| Equipo                       | Pts | PJ | PG | PE | PP | GF | GC | Dif |
| ---------------------------- | --- | -- | -- | -- | -- | -- | -- | --- |
| Central Argentino (La Banda) | 13  | 6  | 4  | 1  | 1  | 13 | 5  | 8   |
| Independiente (San Antonio)  | 9   | 6  | 3  | 0  | 3  | 15 | 15 | 0   |
| Atlético Talleres (Frías)    | 7   | 6  | 2  | 1  | 3  | 9  | 16 | -7  |
| Instituto Tráfico (Frías)    | 5   | 6  | 1  | 2  | 3  | 10 | 11 | -1  |

Zona 13
| Equipo                       | Pts | PJ | PG | PE | PP | GF | GC | Dif |
| ---------------------------- | --- | -- | -- | -- | -- | -- | -- | --- |
| Juventud Unida de Santa Rosa | 14  | 6  | 4  | 2  | 0  | 9  | 4  | 5   |
| Tiro Federal (Belén)         | 11  | 6  | 3  | 2  | 1  | 10 | 7  | 3   |
| Villa Cubas (San Fernando)   | 8   | 6  | 2  | 2  | 2  | 12 | 6  | 6   |
| San Lorenzo (Andalaga)       | 0   | 6  | 0  | 0  | 6  | 5  | 19 | -14 |

Zona 14
| Equipo                                 | Pts | PJ | PG | PE | PP | GF | GC | Dif |
| -------------------------------------- | --- | -- | -- | -- | -- | -- | -- | --- |
| Sportivo Alberdi (Gral. San Martín)    | 12  | 6  | 3  | 3  | 0  | 10 | 5  | 5   |
| Atlético El Carmen (Perico del Carmen) | 8   | 6  | 2  | 2  | 2  | 11 | 11 | 0   |
| Atlético Providencia (San Pedro)       | 6   | 6  | 1  | 3  | 2  | 12 | 11 | 1   |
| Sportivo Rivadavia (Perico del Carmen) | 5   | 6  | 1  | 2  | 3  | 7  | 13 | -5  |

Zona 15
| Equipo                              | Pts | PJ | PG | PE | PP | GF | GC | Dif |
| ----------------------------------- | --- | -- | -- | -- | -- | -- | -- | --- |
| General Lavalle (San Salvador)      | 16  | 6  | 5  | 1  | 0  | 15 | 5  | 10  |
| Atlético Mitre (Orán)               | 13  | 6  | 4  | 1  | 1  | 15 | 7  | 8   |
| Sportivo Los Perales (San Salvador) | 4   | 6  | 1  | 1  | 4  | 4  | 13 | -9  |
| Defensor Villa Saavedra (Tartagal)  | 1   | 6  | 0  | 1  | 5  | 6  | 15 | -9  |

Zona 16
| Equipo                             | Pts | PJ | PG | PE | PP | GF | GC | Dif |
| ---------------------------------- | --- | -- | -- | -- | -- | -- | -- | --- |
| Atlético Sanidad (Salta)           | 15  | 6  | 5  | 0  | 1  | 10 | 3  | 7   |
| Los Cachorros (Salta)              | 9   | 6  | 2  | 3  | 1  | 8  | 8  | 0   |
| Atlético Cerrillos                 | 8   | 6  | 2  | 2  | 2  | 10 | 8  | 2   |
| Social Baroquímica (Campo Quijano) | 1   | 6  | 0  | 1  | 5  | 4  | 13 | 9   |

Zona 17
| Equipo                                 | Pts | PJ | PG | PE | PP | GF | GC | Dif |
| -------------------------------------- | --- | -- | -- | -- | -- | -- | -- | --- |
| Sportivo Guzmán (San Miguel)           | 13  | 6  | 4  | 1  | 1  | 12 | 6  | 6   |
| San Fernando (Ingenio Leales)          | 10  | 6  | 3  | 1  | 2  | 15 | 9  | 6   |
| Deportivo Y.P.F. (Joaquín V. González) | 10  | 6  | 3  | 1  | 2  | 9  | 9  | 0   |
| Sportivo Estrella (Taco Pozo)          | 1   | 6  | 0  | 1  | 5  | 3  | 15 | -12 |

Zona 18
| Equipo                                  | Pts | PJ | PG | PE | PP | GF | GC | Dif |
| --------------------------------------- | --- | -- | -- | -- | -- | -- | -- | --- |
| General Güemes (Rosario de la Frontera) | 16  | 6  | 5  | 1  | 0  | 12 | 6  | 6   |
| Unión del Norte (Burruyacu)             | 10  | 6  | 3  | 1  | 2  | 8  | 5  | 3   |
| San José (Metán)                        | 5   | 6  | 1  | 2  | 3  | 10 | 10 | 0   |
| La Florida (Cafayate)                   | 2   | 6  | 0  | 2  | 4  | 5  | 14 | -9  |

Zona 19
| Equipo                          | Pts | PJ | PG | PE | PP | GF | GC | Dif |
| ------------------------------- | --- | -- | -- | -- | -- | -- | -- | --- |
| Lipton FC (Corrientes)          | 10  | 6  | 3  | 1  | 2  | 12 | 7  | 5   |
| Atlético Huracán (Corrientes)   | 10  | 6  | 3  | 1  | 2  | 10 | 8  | 2   |
| C.U.N.E. (Resistencia)          | 9   | 6  | 3  | 0  | 3  | 9  | 9  | 0   |
| Atlético Regional (Resistencia) | 5   | 6  | 1  | 2  | 3  | 5  | 12 | 7   |

Zona 20
| Equipo                        | Pts | PJ | PG | PE | PP | GF | GC | Dif |
| ----------------------------- | --- | -- | -- | -- | -- | -- | -- | --- |
| Resistencia Central           | 13  | 6  | 4  | 1  | 1  | 15 | 11 | 4   |
| Camba Cua (Corrientes)        | 10  | 6  | 3  | 1  | 2  | 10 | 9  | 1   |
| Municipales (Resistencia)     | 8   | 6  | 2  | 2  | 2  | 11 | 12 | -1  |
| Ocampo Fabrica (Villa Ocampo) | 3   | 6  | 1  | 0  | 5  | 8  | 12 | -4  |

### Zonas 21 a 30
Zona 21
| Equipo                                | Pts | PJ | PG | PE | PP | GF | GC | Dif |
| ------------------------------------- | --- | -- | -- | -- | -- | -- | -- | --- |
| Dep. Puente Seco                      | 12  | 6  | 3  | 3  | 0  | 12 | 6  | 6   |
| Atlético Huracán (Posadas)            | 11  | 6  | 3  | 2  | 1  | 5  | 7  | -3  |
| Atlético Guaraní (Paso de los Libres) | 7   | 6  | 2  | 1  | 3  | 7  | 7  | 0   |
| Atlético Misiones (Posadas)           | 2   | 6  | 0  | 2  | 4  | 2  | 7  | 5   |

Zona 22
| Equipo                               | Pts | PJ | PG | PE | PP | GF | GC | Dif |
| ------------------------------------ | --- | -- | -- | -- | -- | -- | -- | --- |
| Deportivo Vicov (Victoria)           | 12  | 6  | 3  | 3  | 0  | 14 | 9  | 5   |
| Crisol de San Martín (Gob. Virasoro) | 8   | 6  | 2  | 2  | 2  | 9  | 7  | 2   |
| Atlético Campo Grande (Campo Grande) | 6   | 6  | 1  | 3  | 2  | 8  | 10 | -2  |
| Barcelona (Santo Tomé)               | 5   | 6  | 1  | 2  | 3  | 6  | 11 | -5  |

Zona 23
| Equipo                          | Pts | PJ | PG | PE | PP | GF | GC | Dif |
| ------------------------------- | --- | -- | -- | -- | -- | -- | -- | --- |
| Juventud (Clorinda)             | 15  | 6  | 5  | 0  | 1  | 12 | 3  | 9   |
| Sol de América (Formosa)        | 12  | 6  | 4  | 0  | 2  | 11 | 5  | 6   |
| Defensores de Formosa (Formosa) | 7   | 6  | 2  | 1  | 3  | 10 | 15 | -5  |
| SD San Miguel (Pirané)          | 1   | 6  | 0  | 1  | 5  | 4  | 14 | -10 |

Zona 24
| Equipo                                | Pts | PJ | PG | PE | PP | GF | GC | Dif |
| ------------------------------------- | --- | -- | -- | -- | -- | -- | -- | --- |
| Chacra 8 (Formosa)                    | 15  | 6  | 5  | 0  | 1  | 12 | 4  | 8   |
| Deportivo Las Garcitas (Las Garcitas) | 9   | 6  | 3  | 0  | 3  | 9  | 8  | 1   |
| General San Martín (Formosa)          | 9   | 6  | 3  | 0  | 3  | 11 | 9  | 3   |
| Deportivo Tablitas (Pirane)           | 3   | 6  | 1  | 0  | 5  | 4  | 15 | -11 |

Zona 25
| Equipo                                | Pts | PJ | PG | PE | PP | GF | GC | Dif |
| ------------------------------------- | --- | -- | -- | -- | -- | -- | -- | --- |
| Deportivo Victoria (Curuzu Cuatia)    | 11  | 6  | 3  | 2  | 1  | 13 | 9  | 4   |
| Deportivo Rivera (Paso de los Libres) | 11  | 6  | 3  | 2  | 1  | 10 | 6  | 4   |
| SD Villa Rivadavia (Mercedes)         | 7   | 6  | 2  | 1  | 3  | 10 | 13 | -3  |
| Sportivo Santa Lucía (Santa Lucía)    | 3   | 6  | 0  | 3  | 3  | 7  | 12 | -5  |

Zona 26
| Equipo                              | Pts | PJ | PG | PE | PP | GF | GC | Dif |
| ----------------------------------- | --- | -- | -- | -- | -- | -- | -- | --- |
| Deportivo San Jorge (Las Breñas)    | 14  | 6  | 4  | 2  | 0  | 13 | 6  | 7   |
| Sportivo (Roque Saenz Peña)         | 8   | 6  | 2  | 2  | 2  | 8  | 10 | -2  |
| Atlético Charata (Charata)          | 7   | 6  | 1  | 4  | 1  | 10 | 10 | 0   |
| Remedios de Escalada (Villa Ángela) | 2   | 6  | 0  | 2  | 4  | 6  | 11 | -5  |

Zona 27
| Equipo                              | Pts | PJ | PG | PE | PP | GF | GC | Dif |
| ----------------------------------- | --- | -- | -- | -- | -- | -- | -- | --- |
| General Belgrano (Roque Saenz Peña) | 7   | 4  | 2  | 1  | 1  | 5  | 5  | 0   |
| El Fortín (Machagay)                | 7   | 4  | 2  | 1  | 1  | 10 | 9  | 1   |
| Sportivo Pampa (Pampa del Infierno) | 3   | 4  | 1  | 0  | 3  | 7  | 8  | -1  |

Zona 28
| Equipo                           | Pts | PJ | PG | PE | PP | GF | GC | Dif |
| -------------------------------- | --- | -- | -- | -- | -- | -- | -- | --- |
| Atlético Libertad (Concordia)    | 12  | 6  | 3  | 3  | 0  | 19 | 4  | 15  |
| Colegiales (Concordia)           | 11  | 6  | 3  | 2  | 1  | 15 | 5  | 10  |
| Defensores de Colón (Colón)      | 8   | 6  | 2  | 2  | 2  | 12 | 8  | 4   |
| Almagro (Concepción del Uruguay) | 1   | 6  | 0  | 1  | 5  | 4  | 33 | -29 |

Zona 29
| Equipo                                  | Pts | PJ | PG | PE | PP | GF | GC | Dif |
| --------------------------------------- | --- | -- | -- | -- | -- | -- | -- | --- |
| Sportivo Comercio (La Paz)              | 11  | 6  | 3  | 2  | 1  | 10 | 8  | 2   |
| Defensores del Sur (Federal)            | 8   | 6  | 2  | 2  | 2  | 13 | 11 | 2   |
| Deportivo Unión (San José de Feliciano) | 8   | 6  | 2  | 2  | 2  | 12 | 13 | -1  |
| Los Conquistadores (Los Conquistadores) | 6   | 6  | 2  | 0  | 4  | 8  | 11 | -3  |

Zona 30
| Equipo                          | Pts | PJ | PG | PE | PP | GF | GC | Dif |
| ------------------------------- | --- | -- | -- | -- | -- | -- | -- | --- |
| Unión de Crespo (Crespo)        | 12  | 6  | 3  | 3  | 0  | 9  | 4  | 5   |
| Talleres MP (Paraná)            | 9   | 6  | 3  | 0  | 3  | 9  | 8  | 1   |
| Juventud Sarmiento (Hasenkamp)  | 8   | 6  | 2  | 2  | 2  | 6  | 5  | 1   |
| Atlético Litoral (María Grande) | 3   | 6  | 0  | 3  | 3  | 0  | 7  | -7  |

### Zonas 31 a 40
Zona 31
| Equipo                                | Pts | PJ | PG | PE | PP | GF | GC | Dif |
| ------------------------------------- | --- | -- | -- | -- | -- | -- | -- | --- |
| Atlético Piamonte                     | 13  | 6  | 4  | 1  | 1  | 16 | 7  | 9   |
| Atlético Sanford                      | 12  | 6  | 4  | 0  | 2  | 9  | 6  | 3   |
| AC Las Parejas                        | 10  | 6  | 3  | 1  | 2  | 12 | 8  | 10  |
| Independiente FC (Villa Constitución) | 0   | 6  | 0  | 0  | 6  | 4  | 20 | -16 |

Zona 32
| Equipo                                 | Pts | PJ | PG | PE | PP | GF | GC | Dif |
| -------------------------------------- | --- | -- | -- | -- | -- | -- | -- | --- |
| Atlético Americano (Carlos Pellegrini) | 11  | 6  | 3  | 2  | 1  | 12 | 12 | 0   |
| Atlético Argentino (Santa Fe)          | 10  | 6  | 3  | 1  | 2  | 11 | 8  | 3   |
| Ferrocarril del Estado (Rafaela)       | 10  | 6  | 3  | 1  | 2  | 12 | 7  | 3   |
| Atlético Libertad (San Jerónimo Norte) | 2   | 6  | 0  | 2  | 4  | 12 | 20 | -8  |

Zona 33
| Equipo                        | Pts | PJ | PG | PE | PP | GF | GC | Dif |
| ----------------------------- | --- | -- | -- | -- | -- | -- | -- | --- |
| La Perla del Oeste (Recreo)   | 11  | 6  | 3  | 2  | 1  | 10 | 5  | 5   |
| Peñarol (Rafaela)             | 10  | 6  | 3  | 1  | 2  | 9  | 10 | -1  |
| Argentino Quilmes (Rafaela)   | 9   | 6  | 3  | 0  | 3  | 11 | 10 | 1   |
| Gimnasia y Esgrima (Santa Fe) | 4   | 6  | 1  | 1  | 4  | 6  | 11 | -5  |

Zona 34
| Equipo                            | Pts | PJ | PG | PE | PP | GF | GC | Dif |
| --------------------------------- | --- | -- | -- | -- | -- | -- | -- | --- |
| Sp. Atenas (Rio Cuarto)           | 11  | 6  | 3  | 2  | 1  | 13 | 8  | 3   |
| Jorge Newbery (Villa Mercedes)    | 11  | 6  | 3  | 2  | 1  | 7  | 8  | 1   |
| Atlético Adelia María             | 10  | 6  | 3  | 1  | 2  | 14 | 9  | 5   |
| Villa del Parque (Villa Mercedes) | 1   | 6  | 0  | 1  | 5  | 4  | 13 | -9  |

Zona 35
| Equipo                                  | Pts | PJ | PG | PE | PP | GF | GC | Dif |
| --------------------------------------- | --- | -- | -- | -- | -- | -- | -- | --- |
| Sportivo Corralense (Corral del Bustos) | 11  | 6  | 3  | 2  | 1  | 14 | 5  | 9   |
| Sportivo Rivadavia (Venado Tuerto)      | 10  | 6  | 2  | 4  | 0  | 9  | 3  | 6   |
| Matienzo (Monte Buey)                   | 10  | 6  | 3  | 1  | 2  | 11 | 10 | 1   |
| San Martín (Laboulage)                  | 1   | 6  | 0  | 1  | 5  | 3  | 19 | -16 |

Zona 36
| Equipo                         | Pts | PJ | PG | PE | PP | GF | GC | Dif |
| ------------------------------ | --- | -- | -- | -- | -- | -- | -- | --- |
| Tiro Federal (Morteros)        | 15  | 6  | 5  | 0  | 1  | 12 | 8  | 4   |
| Esc. Presidente Roca (Córdoba) | 10  | 6  | 3  | 1  | 2  | 8  | 6  | 2   |
| Argentino Peñarol (Córdoba)    | 7   | 6  | 2  | 1  | 3  | 6  | 6  | 0   |
| Club Bell (Bell Ville)         | 3   | 6  | 1  | 0  | 5  | 4  | 10 | -6  |

Zona 37
| Equipo                                  | Pts | PJ | PG | PE | PP | GF | GC | Dif |
| --------------------------------------- | --- | -- | -- | -- | -- | -- | -- | --- |
| Complejo Deportivo Tte. Origone         | 11  | 6  | 3  | 2  | 1  | 10 | 7  | 3   |
| Sportivo 9 de Julio (Rio Tercero)       | 11  | 6  | 3  | 2  | 1  | 8  | 5  | 3   |
| Independiente Dolores (General Cabrera) | 6   | 6  | 2  | 0  | 4  | 6  | 11 | -5  |
| Las Palmas (Córdoba)                    | 5   | 6  | 1  | 2  | 3  | 11 | 12 | -1  |

Zona 38
| Equipo                          | Pts | PJ | PG | PE | PP | GF | GC | Dif |
| ------------------------------- | --- | -- | -- | -- | -- | -- | -- | --- |
| Barrio Alegre (Trenque Lauquén) | 9   | 4  | 3  | 0  | 1  | 7  | 3  | 4   |
| Defensores del Este (Pehuajo)   | 6   | 4  | 2  | 0  | 2  | 5  | 6  | -1  |
| Atlético Rivadavia (América)    | 3   | 4  | 1  | 0  | 3  | 2  | 5  | -3  |

Zona 39
| Equipo                       | Pts | PJ | PG | PE | PP | GF | GC | Dif |
| ---------------------------- | --- | -- | -- | -- | -- | -- | -- | --- |
| Independiente (Chilvicoy)    | 13  | 6  | 4  | 1  | 1  | 10 | 7  | 3   |
| Club Mercedes                | 9   | 6  | 2  | 3  | 1  | 6  | 4  | 2   |
| Florencio Varela (Chilvicoy) | 8   | 6  | 2  | 2  | 2  | 6  | 6  | 0   |
| Atlético Luján (Luján)       | 2   | 6  | 0  | 2  | 4  | 7  | 12 | -4  |

Zona 40
| Equipo                       | Pts | PJ | PG | PE | PP | GF | GC | Dif |
| ---------------------------- | --- | -- | -- | -- | -- | -- | -- | --- |
| Defensores de Salto          | 15  | 6  | 5  | 0  | 1  | 16 | 5  | 11  |
| Villa Belgrano (Junín)       | 10  | 6  | 3  | 1  | 2  | 7  | 8  | -1  |
| Sport Salto                  | 10  | 6  | 3  | 1  | 2  | 10 | 7  | 3   |
| Obras Sanitarias (Arrecifes) | 0   | 6  | 0  | 0  | 6  | 2  | 15 | -11 |

### Zonas 41 a 50
Zona 41
| Equipo                       | Pts | PJ | PG | PE | PP | GF | GC | Dif |
| ---------------------------- | --- | -- | -- | -- | -- | -- | -- | --- |
| Jorge Newbery (Rojas)        | 12  | 6  | 4  | 0  | 2  | 12 | 11 | 1   |
| Jorge Newbery (Junin)        | 11  | 6  | 3  | 2  | 1  | 21 | 6  | 15  |
| Sportivo Bragado (Bragado)   | 8   | 6  | 2  | 2  | 2  | 8  | 9  | -1  |
| Atlético Argentino (Lincoln) | 3   | 6  | 1  | 0  | 5  | 9  | 24 | -15 |

Zona 42
| Equipo                             | Pts | PJ | PG | PE | PP | GF | GC | Dif |
| ---------------------------------- | --- | -- | -- | -- | -- | -- | -- | --- |
| Atlético Baradero (Baradero)       | 13  | 6  | 4  | 1  | 1  | 12 | 7  | 5   |
| Atlético General Belgrano (Zarate) | 11  | 6  | 3  | 2  | 1  | 8  | 4  | 4   |
| Atlético Abrojal (Pilar)           | 7   | 6  | 2  | 1  | 3  | 5  | 8  | -3  |
| Unión del Suburbio (Gualeguaychú)  | 3   | 6  | 1  | 0  | 5  | 4  | 10 | -6  |

Zona 43
| Equipo                                   | Pts | PJ | PG | PE | PP | GF | GC | Dif |
| ---------------------------------------- | --- | -- | -- | -- | -- | -- | -- | --- |
| Social Ramallo (Ramallo)                 | 10  | 6  | 2  | 4  | 0  | 13 | 7  | 6   |
| Deportivo Nikkei (San Pedro)             | 9   | 6  | 2  | 3  | 1  | 9  | 6  | 3   |
| Deportivo San Carlos (Capitán Sarmiento) | 5   | 6  | 1  | 2  | 3  | 12 | 16 | -4  |
| General Rojo (General Rojo)              | 5   | 6  | 1  | 2  | 3  | 7  | 12 | -5  |

Zona 44
| Equipo                                  | Pts | PJ | PG | PE | PP | GF | GC | Dif |
| --------------------------------------- | --- | -- | -- | -- | -- | -- | -- | --- |
| Centro Juvenil Carlos Calvo (Saladillo) | 12  | 6  | 4  | 0  | 2  | 11 | 6  | 5   |
| Atlético Argentinos (25 de Mayo)        | 10  | 6  | 3  | 1  | 2  | 9  | 8  | 1   |
| Unión Apeadero (Saladillo)              | 7   | 6  | 2  | 1  | 3  | 8  | 13 | -5  |
| Defensores Plaza España (25 de Mayo)    | 6   | 6  | 2  | 0  | 4  | 9  | 10 | -1  |

Zona 45
| Equipo                                    | Pts | PJ | PG | PE | PP | GF | GC | Dif |
| ----------------------------------------- | --- | -- | -- | -- | -- | -- | -- | --- |
| Deportivo Coreano (Lobos)                 | 14  | 6  | 4  | 2  | 0  | 16 | 4  | 12  |
| A.D.I.P. (La Plata)                       | 12  | 6  | 3  | 3  | 0  | 13 | 9  | 4   |
| Centro de Fomento Los Hornos (Los Hornos) | 6   | 6  | 2  | 0  | 4  | 12 | 18 | -6  |
| Atlético Las Heras (Las Heras)            | 1   | 6  | 0  | 1  | 5  | 6  | 16 | -10 |

Zona 46
| Equipo                                | Pts | PJ | PG | PE | PP | GF | GC | Dif |
| ------------------------------------- | --- | -- | -- | -- | -- | -- | -- | --- |
| Atlético Chascomus (Chascomus)        | 16  | 6  | 5  | 1  | 0  | 15 | 6  | 9   |
| AD El Salado (General Belgrano)       | 6   | 6  | 1  | 3  | 2  | 11 | 13 | -2  |
| Social Mar de Ajo (Mar de Ajo)        | 5   | 6  | 1  | 2  | 3  | 7  | 9  | -2  |
| Deportivo Villa Gesell (Villa Gesell) | 5   | 6  | 1  | 2  | 3  | 10 | 15 | -5  |

Zona 47
| Equipo                                | Pts | PJ | PG | PE | PP | GF | GC | Dif |
| ------------------------------------- | --- | -- | -- | -- | -- | -- | -- | --- |
| Amigos Unidos (Balcarce)              | 15  | 6  | 5  | 0  | 1  | 16 | 11 | 5   |
| Cadetes de San Martín (Mar del Plata) | 13  | 6  | 4  | 1  | 1  | 21 | 6  | 15  |
| Racing Club (Balcarce)                | 4   | 6  | 1  | 1  | 4  | 9  | 18 | -9  |
| Los Santos del Oeste (Miramar)        | 2   | 6  | 0  | 2  | 4  | 7  | 18 | -11 |

Zona 48
| Equipo                         | Pts | PJ | PG | PE | PP | GF | GC | Dif |
| ------------------------------ | --- | -- | -- | -- | -- | -- | -- | --- |
| Independencia (Gonzalo Chavez) | 10  | 6  | 3  | 1  | 2  | 12 | 9  | 3   |
| Independiente (Tandil)         | 10  | 6  | 3  | 1  | 2  | 13 | 11 | 2   |
| Ferrocarril Sud (Tandil)       | 9   | 6  | 3  | 0  | 3  | 14 | 15 | -1  |
| SD Villa del Parque (Necochea) | 6   | 6  | 2  | 0  | 4  | 8  | 12 | -4  |

Grupo 49
| Equipo                        | Pts | PJ | PG | PE | PP | GF | GC | Dif |
| ----------------------------- | --- | -- | -- | -- | -- | -- | -- | --- |
| Chacarita Juniors (Azul)      | 14  | 6  | 4  | 2  | 0  | 24 | 9  | 15  |
| Atlético Sarmiento (Ayacucho) | 9   | 6  | 3  | 0  | 3  | 11 | 12 | -1  |
| Azul Athletic (Azul)          | 9   | 6  | 2  | 3  | 1  | 20 | 10 | 10  |
| Juventud Agraria (Rauch)      | 1   | 6  | 0  | 1  | 5  | 10 | 34 | -24 |

Zona 50
| Equipo                                 | Pts | PJ | PG | PE | PP | GF | GC | Dif |
| -------------------------------------- | --- | -- | -- | -- | -- | -- | -- | --- |
| Atlético Ferroviario (Coronel Dorrego) | 13  | 6  | 4  | 1  | 1  | 12 | 6  | 6   |
| Jorge Newbery (Laprida)                | 9   | 6  | 2  | 3  | 1  | 11 | 5  | 6   |
| Lenadro N. Alem (Coronel Pringles)     | 8   | 6  | 2  | 2  | 2  | 6  | 9  | -3  |
| Fortín Club (Pedro Luro)               | 2   | 6  | 0  | 2  | 4  | 3  | 12 | -9  |

## Segunda fase

### Primer ascenso
| Local - Ida                        | Global          | Local - Vuelta                         | Ida   | Vuelta |
| ---------------------------------- | --------------- | -------------------------------------- | ----- | ------ |
| Germinal                           | 5 - 3           | Sportivo Santa Cruz                    | 3 - 1 | 2 - 3  |
| Boxing Club (Río Gallegos)         | 3 - 5           | Estrella del Sur (Caleta Olivia)       | 2 - 2 | 1 - 3  |
| Independiente (Río Colorado)       | (6) 2 - 2 (5)   | Atlético Villa Iris (Neuquén)          | 2 - 0 | 0 - 2  |
| Los Menucos                        | 2 - 5           | Maronese                               | 1 - 0 | 1 - 5  |
| Ferrocarril Oeste (I. Alvear)      | 1 - 2           | Bella Vista (Bahía Blanca)             | 1 - 2 | 0 - 0  |
| Liniers (Bahía Blanca)             | 1 - 3           | All Boys (Santa Rosa)                  | 1 - 1 | 0 - 2  |
| Jorge Newbery (Laprida)            | 2 - 3           | Independencia (G. Chavez)              | 0 - 0 | 2 - 3  |
| Independiente (Tandil)             | 5 - 1           | Atlético Ferroviario (Coronel Dorrego) | 3 - 1 | 2 - 0  |
| Social Ramallo                     | 1 - 2           | Atlético Baradero                      | 1 - 0 | 0 - 2  |
| Atlético General Belgrano (Zárate) | (2) 3 - 3 (3)   | Deportivo Nikkei (San Pedro)           | 1 - 3 | 2 - 0  |
| A.D.I.P. (La Plata)                | (19) 3 - 3 (18) | Atlético Chascomús                     | 3 - 1 | 0 - 2  |
| Argentino (25 de mayo)             | 1 - 3           | Deportivo Coreano (Lobos)              | 1 - 1 | 0 - 2  |
| El Salado (Gral. Belgrano)         | 1 - 10          | Centro Juvenil (Saladillo)             | 1 - 5 | 0 - 5  |
| Sarmiento (Ayacucho)               | 3 - 1           | Amigos Unidos (Balcarce)               | 2 - 1 | 1 - 0  |
| Cadetes San Martín (Mar del Plata) | 5 - 1           | Chacarita Jrs. (Azul)                  | 4 - 0 | 1 - 1  |
| Mercedes                           | 3 - 6           | Defensores de Salto                    | 3 - 3 | 0 - 3  |

| Local - Ida                  | Global | Local - Vuelta                     | Ida   | Vuelta |
| ---------------------------- | ------ | ---------------------------------- | ----- | ------ |
| Germinal                     | 6 - 3  | Estrella del Sur (Caleta Olivia)   | 5 - 1 | 1 - 2  |
| Maronese                     | 0 - 3  | Atlético Villa Iris                | 0 - 2 | 0 - 1  |
| Bella Vista (Bahía Blanca)   | 4 - 2  | All Boys (Santa Rosa)              | 2 - 1 | 2 - 1  |
| Deportivo Nikkei (San Pedro) | 1 - 2  | Atlético Baradero                  | 1 - 1 | 0 - 1  |
| Independiente (Tandil)       | 3 - 2  | Independencia (G. Chávez)          | 2 - 2 | 1 - 0  |
| A.D.I.P. (La Plata)          | 2 - 5  | Deportivo Coreano (Lobos)          | 2 - 3 | 0 - 2  |
| Sarmiento (Ayacucho)         | 2 - 4  | Defensores de Salto                | 1 - 2 | 1 - 2  |
| Centro Juvenil (Saladillo)   | 3 - 4  | Cadetes San Martín (Mar del Plata) | 2 - 2 | 1 - 2  |

| Local - Ida                | Global        | Local - Vuelta                     | Ida   | Vuelta |
| -------------------------- | ------------- | ---------------------------------- | ----- | ------ |
| Germinal                   | (7) 4 - 4 (8) | Atlético Villa Iris                | 2 - 3 | 2 - 1  |
| Bella Vista (Bahía Blanca) | 3 - 2         | Independiente (Tandil)             | 2 - 0 | 1 - 2  |
| Deportivo Coreano (Lobos)  | (5) 1 - 1 (4) | Atlético Baradero                  | 1 - 1 | 0 - 0  |
| Defensores de Salto        | (4) 1 - 1 (5) | Cadetes San Martín (Mar del Plata) | 1 - 1 | 0 - 0  |

| Local - Ida               | Global        | Local - Vuelta                     | Ida   | Vuelta |
| ------------------------- | ------------- | ---------------------------------- | ----- | ------ |
| Atlético Villa Iris       | 0 - 2         | Bella Vista (Bahía Blanca)         | 0 - 1 | 0 - 1  |
| Deportivo Coreano (Lobos) | (6) 2 - 2 (5) | Cadetes San Martín (Mar del Plata) | 1 - 2 | 1 - 0  |

#### Final
| Local - Ida                                                                                     | Global        | Local - Vuelta             | Ida   | Vuelta |
| ----------------------------------------------------------------------------------------------- | ------------- | -------------------------- | ----- | ------ |
| Deportivo Coreano (Lobos)                                                                       | (3) 1 - 1 (2) | Bella Vista (Bahía Blanca) | 0 - 0 | 1 - 1  |
| Deportivo Coreano ascendió al Torneo Argentino B mientras que Bella Vista disputó la promoción. |               |                            |       |        |

### Segundo ascenso
| Local - Ida                   | Global        | Local - Vuelta                        | Ida   | Vuelta |
| ----------------------------- | ------------- | ------------------------------------- | ----- | ------ |
| Gutiérrez Sport Club          | (4) 3 - 3 (5) | Américo Tesorieri                     | 2 - 2 | 1 - 1  |
| Andino SC                     | 0 - 2         | Huracán Las Heras                     | 0 - 0 | 0 - 2  |
| Atenas (Río Cuarto)           | 4 - 6         | Dep. Guaymallén                       | 2 - 2 | 2 - 4  |
| Atlético Argentino (Mza.)     | 3 - 0         | Jorge Newbery (Villa Mercedes)        | 2 - 0 | 1 - 0  |
| Esc. Presidente Roca          | (3) 2 - 2 (4) | Sp. 9 de Julio (Río Tercero)          | 0 - 0 | 2 - 2  |
| Atlético Sanford              | (5) 2 - 2 (4) | Jorge Newbery (Rojas)                 | 0 - 1 | 2 - 1  |
| Villa Belgrano (Junín)        | 3 - 5         | Barrio Alegre (Trenque Lauquen)       | 1 - 2 | 2 - 3  |
| Jorge Newbery (Junín)         | 3 - 1         | Independiente (Chivilcoy)             | 0 - 1 | 3 - 0  |
| Independiente (San Antonio)   | 1 - 2         | Sarmiento (La Banda)                  | 0 - 1 | 1 - 1  |
| Unión Santiago                | 3 - 2         | Juventud Unida de Sta. Rosa           | 2 - 0 | 1 - 2  |
| Tiro Federal (Belén)          | 2 - 4         | Central Argentino (La Banda)          | 1 - 2 | 1 - 2  |
| San Fernando (Ingenio Leales) | 2 - 0         | Sportivo Alberdi (Gral. San Martín)   | 2 - 0 | 0 - 0  |
| Atl. El Carmen (Perico)       | 3 - 9         | Sp. Guzmán                            | 2 - 3 | 1 - 6  |
| Los Cachorros                 | (3) - 2 (2)   | Atl. Mitre (Orán)                     | 1 - 2 | 1 - 0  |
| Gral. Lavalle (San Salvador)  | 1 - 2         | Gral. Güemes (Rosario de la Frontera) | 1 - 2 | 0 - 0  |
| Unión del Norte (Burruyacú)   | (5) 1 - 1 (6) | Atlético Sanidad (Salta)              | 1 - 0 | 0 - 1  |

| Local - Ida                           | Global        | Local - Vuelta                  | Ida   | Vuelta |
| ------------------------------------- | ------------- | ------------------------------- | ----- | ------ |
| Huracán Las Heras                     | (5) 2 - 2 (4) | Americo Tesorieri               | 1 - 0 | 1 - 2  |
| Dep. Guaymallén                       | 4 - 2         | Atlético Argentino (Mza.)       | 1 - 1 | 3 - 1  |
| Sp. 9 de Julio (Río Tercero)          | 7 - 1         | Atlético Sanford                | 7 - 1 | 0 - 0  |
| Jorge Newbery (Junín)                 | 3 - 5         | Barrio Alegre (Trenque Lauquen) | 1 - 1 | 2 - 4  |
| Unión Santiago                        | 4 - 1         | Sarmiento (La Banda)            | 2 - 0 | 2 - 1  |
| Central Argentino (La Banda)          | 1 - 3         | San Fernando (Ingenio Leales)   | 1 - 0 | 0 - 3  |
| Sportivo Guzmán (San Miguel)          | 4 - 0         | Los Cachorros                   | 4 - 0 | 0 - 0  |
| Gral. Güemes (Rosario de la Frontera) | (4) 2 - 2 (2) | Atlético Sanidad (Salta)        | 0 - 0 | 2 - 2  |

| Local - Ida                  | Global        | Local - Vuelta                        | Ida   | Vuelta |
| ---------------------------- | ------------- | ------------------------------------- | ----- | ------ |
| Dep. Guaymallen              | (5) 1 - 1 (4) | Huracán Las Heras                     | 1 - 1 | 0 - 0  |
| Sp. 9 de Julio (Río Tercero) | 6 - 4         | Barrio Alegre (Trenque Lauquen)       | 0 - 0 | 6 - 4  |
| Unión Santiago               | 0 - 2         | San Fernando (Ingenio Leales)         | 0 - 0 | 0 - 2  |
| Sportivo Guzmán (San Miguel) | 6 - 4         | Gral. Güemes (Rosario de la Frontera) | 6 - 1 | 0 - 3  |

| Local - Ida                  | Global        | Local - Vuelta                | Ida   | Vuelta |
| ---------------------------- | ------------- | ----------------------------- | ----- | ------ |
| Dep. Guaymallen              | 1 - 2         | Sp. 9 de Julio (Río Tercero)  | 1 - 1 | 0 - 1  |
| Sportivo Guzmán (San Miguel) | (7) 2 - 2 (8) | San Fernando (Ingenio Leales) | 2 - 1 | 0 - 1  |

#### Final
| Local - Ida                                                                                        | Global | Local - Vuelta                | Ida   | Vuelta |
| -------------------------------------------------------------------------------------------------- | ------ | ----------------------------- | ----- | ------ |
| Sp. 9 de Julio (Río Tercero)                                                                       | 2 - 0  | San Fernando (Ingenio Leales) | 1 - 0 | 1 - 0  |
| Sportivo 9 de Julio ascendió al Torneo Argentino B mientras que San Fernando disputó la promoción. |        |                               |       |        |

### Tercer ascenso
| Local - Ida                           | Global        | Local - Vuelta                     | Ida   | Vuelta |
| ------------------------------------- | ------------- | ---------------------------------- | ----- | ------ |
| Defensores del Sur (Feneral)          | 3 - 6         | Colegiales (Concordia)             | 1 - 3 | 2 - 3  |
| Libertad (Concordia)                  | 3 - 1         | Sp. Comercio (La Paz)              | 3 - 0 | 0 - 1  |
| Argentino (San Carlos Centro)         | 4 - 3         | Unión de Crespo                    | 2 - 1 | 2 - 2  |
| Talleres MP (Paraná)                  | 1 - 3         | La Perla del Oeste (Recreo)        | 1 - 0 | 0 - 3  |
| Peñarol (Rafaela)                     | 5 - 11        | Tiro Federal Morteros              | 1 - 7 | 4 - 4  |
| Americano (Carlos Pellegrini)         | (5) 3 - 3 (4) | Gral. Belgrano (Roque Sáenz Peña)  | 2 - 0 | 1 - 3  |
| Sp. Rivadavia (Venado Tuerto)         | (4) 2 - 2 (1) | Atlético Piamonte                  | 2 - 0 | 0 - 2  |
| Complejo Deportivo                    | 5 - 0         | Sp. Corralense                     | 3 - 3 | 2 - 0  |
| Camba Cua                             | 4 - 5         | Puente Seco (Paso de los Libres)   | 1 - 2 | 3 - 3  |
| Huracán (Posadas)                     | 3 - 2         | Lipton F.C.                        | 2 - 1 | 1 - 1  |
| Huracán (Corrientes)                  | 3 - 7         | Resistencia Central                | 3 - 2 | 0 - 5  |
| Deportivo Rivera (Paso de los Libres) | 3 - 4         | Deportivo Vicov                    | 2 - 1 | 1 - 3  |
| Crisol de San Martín                  | 1 - 3         | Deportivo Victoria (Curuzú Cuatiá) | 1 - 0 | 0 - 3  |
| Deportivo Las Garcitas                | 1 - 4         | Juventud (Clorinda)                | 1 - 2 | 0 - 2  |
| Sol de América (Formosa)              | 8 - 1         | Deportivo San Jorge (Las Breñas)   | 5 - 1 | 3 - 0  |
| Atlético Sportivo (Roque Sáenz Peña)  | 2 - 8         | Chacra 8 (Formosa)                 | 2 - 4 | 0 - 4  |

| Local - Ida                        | Global | Local - Vuelta                | Ida   | Vuelta |
| ---------------------------------- | ------ | ----------------------------- | ----- | ------ |
| Colegiales (Concordia)             | 1 - 4  | Libertad (Concordia)          | 0 - 2 | 1 - 2  |
| Argentino (San Carlos Centro)      | 0 - 5  | La Perla del Oeste (Recreo)   | 0 - 3 | 0 - 2  |
| Tiro Federal Morteros              | 4 - 1  | Americano (Carlos Pellegrini) | 1 - 0 | 3 - 1  |
| Sp. Rivadavia (Venado Tuerto)      | 6 - 3  | Complejo Deportivo            | 2 - 2 | 4 - 1  |
| Puente Seco (Paso de los Libres)   | 3 - 5  | Huracán (Posadas)             | 3 - 2 | 0 - 3  |
| Resistencia Central                | 2 - 3  | Deportivo Vicov               | 0 - 0 | 2 - 3  |
| Deportivo Victoria (Curuzú Cuatiá) | 3 - 1  | Juventud (Clorinda)           | 2 - 1 | 1 - 0  |
| Sol de América (Formosa)           | 2 - 0  | Chacra 8 (Formosa)            | 1 - 0 | 1 - 0  |

| Local - Ida                        | Global        | Local - Vuelta              | Ida   | Vuelta |
| ---------------------------------- | ------------- | --------------------------- | ----- | ------ |
| Libertad (Concordia)               | 1 - 3         | La Perla del Oeste (Recreo) | 1 - 0 | 0 - 3  |
| Sp. Rivadavia (Venado Tuerto)      | 1 - 2         | Tiro Federal Morteros       | 1 - 1 | 0 - 1  |
| Deportivo Vicov                    | (4) 1 - 1 (5) | Huracán (Posadas)           | 1 - 0 | 0 - 1  |
| Deportivo Victoria (Curuzú Cuatiá) | 3 - 6         | Sol de América (Formosa)    | 1 - 2 | 2 - 4  |

| Local - Ida                 | Global        | Local - Vuelta           | Ida   | Vuelta |
| --------------------------- | ------------- | ------------------------ | ----- | ------ |
| La Perla del Oeste (Recreo) | (2) 1 - 1 (4) | Tiro Federal Morteros    | 0 - 0 | 1 - 1  |
| Huracán (Posadas)           | 2 - 4         | Sol de América (Formosa) | 0 - 1 | 2 - 3  |

#### Final
| Local - Ida                                                                                   | Global | Local - Vuelta           | Ida   | Vuelta |
| --------------------------------------------------------------------------------------------- | ------ | ------------------------ | ----- | ------ |
| Tiro Federal (Morteros)                                                                       | 2 - 3  | Sol de América (Formosa) | 1 - 1 | 1 - 2  |
| Sol de América ascendió al Torneo Argentino B mientras que Tiro Federal disputó la promoción. |        |                          |       |        |

## Promociones
Los encuentros de promociones fueron disputados por los tres equipos finalistas del actual torneo y los tres ganadores de la serie play off por el descenso del Torneo Argentino B.

Se jugaron series entre un equipo del T.D.I. y uno del T.A.B. donde resultaba ganador el equipo con más cantidad de puntos o con mayor diferencia de gol. Cabe destacar que en caso de empate en puntos y diferencia de gol, el equipo de la división superior poseía ventaja deportiva y automáticamente ganaba la serie.
| Bella Vista (Bahía Blanca)                                      | 2 - 0 | Centenario (Neuquén)       | 21 de mayo de 2006 |
| Centenario (Neuquén)                                            | 2 - 1 | Bella Vista (Bahía Blanca) | 28 de mayo de 2006 |
| Bella Vista asciende al Torneo Argentino B con un global 3 - 2. |       |                            |                    |

| San Fernando (Ingenio Leales)                                                 | 1 - 0 | Juventud Alianza (San Juan)   | 21 de mayo de 2005 |
| Juventud Alianza (San Juan)                                                   | 1 - 0 | San Fernando (Ingenio Leales) | 27 de mayo de 2006 |
| Juventud Alianza permanece en el Torneo Argentino B por la ventaja deportiva. |       |                               |                    |

| Tiro Federal (Morteros)                                             | 0 - 1 | Sarmiento (Resistencia) | 21 de mayo de 2006 |
| Sarmiento (Resistencia)                                             | 2 - 1 | Tiro Federal (Morteros) | 28 de mayo de 2006 |
| Sarmiento se mantiene en el Torneo Argentino B con un global 3 - 1. |       |                         |                    |

### Cuarto ascenso
Debido a una reestructuración del Torneo Argentino B, a los equipos que habían perdido los partidos de promoción se los invitó a jugar una serie junto con dos equipos provenientes del Torneo Argentino B a fin de determinar un ascenso más.

Se disputó un encuentro previo entre los dos equipos del Argentino B, donde el perdedor descendía y el ganador continuaba con chances de mantener la categoría.

Luego se jugaron dos semifinales entre el ganador de la fase previa, y los tres equipos perdedores de las promociones, los ganadores avanzaban a la final, y quien ganase la final obtenía el cuarto ascenso.

Se jugaron series de partidos a ida y vuelta, donde ganaba quien mayor cantidad de puntos obtuviese, o mayor cantidad de goles a favor. En estas series no existió la ventaja deportiva, por lo tanto, en caso de empate en puntos y goles se definía la serie por penales.
Los equipos que jugaron este repechaje fueron el Club Sportivo Estudiantes de San Luis (había descendido directamente al TDI), el Club Atlético Mitre de Santiago del Estero (perdió la categoría en la Reválida) y la Asociación Deportiva Centenario de Centenario (había perdido la promoción con Bella Vista de Bahía Blanca). En tanto que Tiro Federal de Morteros y San Fernando de Ingenio Leales, completaron los cruces de este repechaje.
Ronda previa
| Mitre (Santiago del Estero)                                                         | 3 - 3 | Estudiantes (San Luis)      | 25 de junio de 2006 |
| Estudiantes (San Luis)                                                              | 1 - 0 | Mitre (Santiago del Estero) | 2 de julio de 2006  |
| Estudiantes avanzó de fase con un global de 4-3 mientras que Mitre (SdE) descendió. |       |                             |                     |

Segunda ronda
| San Fernando (Ingenio Leales)                 | 0 - 0         | Estudiantes (San Luis)        | 8 de julio de 2006  |
| Estudiantes (San Luis)                        | (5) 1 - 1 (4) | San Fernando (Ingenio Leales) | 16 de julio de 2006 |
| Estudiantes avanzó de fase por penales 5 - 4. |               |                               |                     |

| Tiro Federal (Morteros)                                                 |  | Centenario (Neuquén)    |  |
| Centenario (Neuquén)                                                    |  | Tiro Federal (Morteros) |  |
| Centenario avanzó de fase debido a que Tiro Federal declinó participar. |  |                         |  |

Final
| Centenario (Neuquén)                                                                                                 | 1 - 1         | Estudiantes (San Luis) | 23 de julio de 2006 |
| Estudiantes (San Luis)                                                                                               | (4) 1 - 1 (5) | Centenario (Neuquén)   | 31 de julio de 2006 |
| Centenario jugará la siguiente temporada (mantuvo la categoría) del Torneo Argentino B tras ganar por penales 5 - 4. |               |                        |                     |